# Utricularia jackii
Utricularia jackii är en tätörtsväxtart som beskrevs av John Adrian Naicker Parnell. Utricularia jackii ingår i släktet bläddror, och familjen tätörtsväxter. Inga underarter finns listade i Catalogue of Life.